# Командование ООН

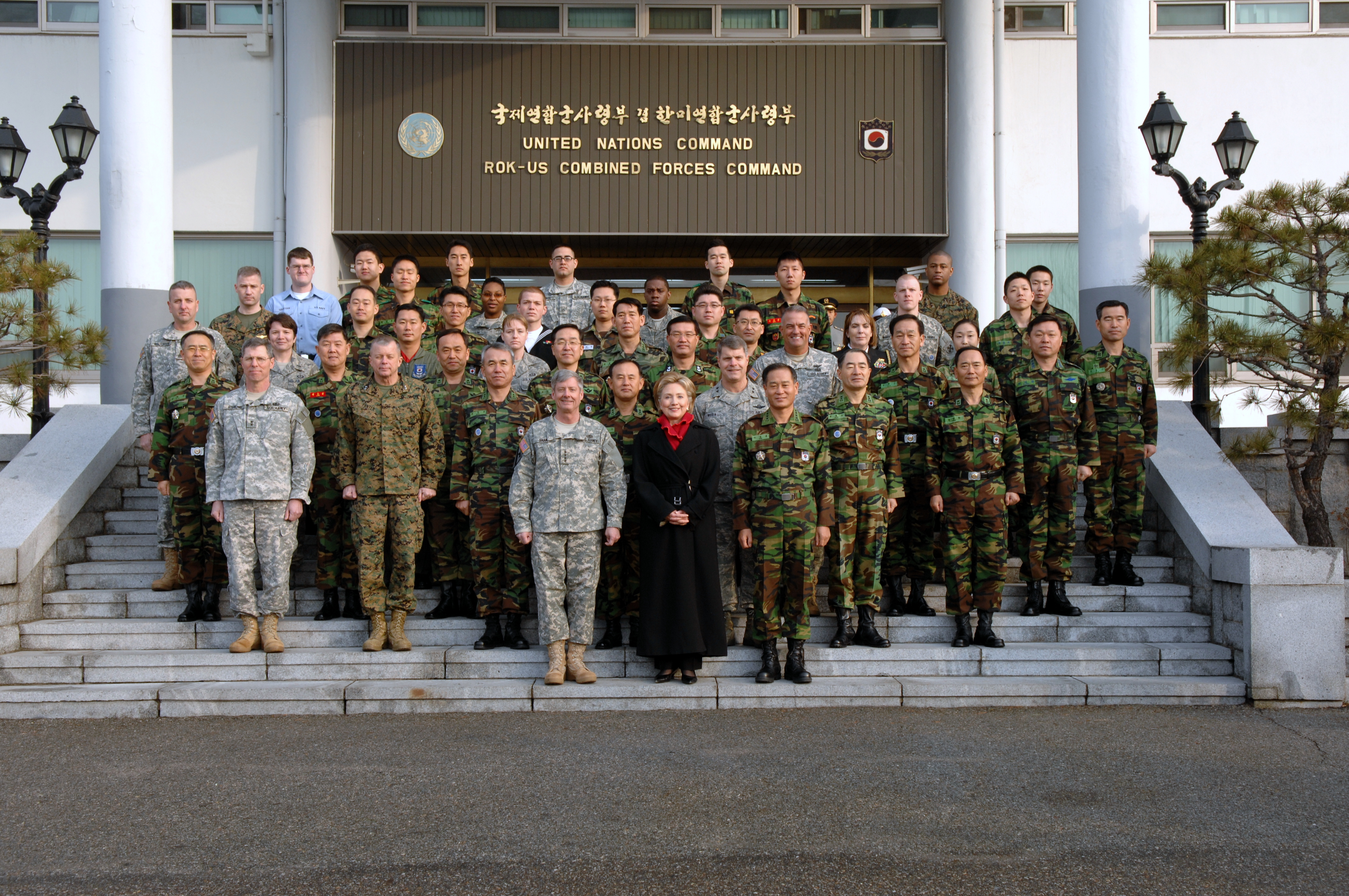
Штаб-квартира Командования ООН и Командование объединёнными силами Республики Корея и США в 2009 году.

Командование ООН (англ. United Nations Command, сокращенно UNC или UN Command)  — многонациональные военные силы, созданные для поддержки Республики Корея (Южной Кореи) во время и после Корейской войны. Это было первое международное объединённое командование в истории и первая попытка обеспечения коллективной безопасности в соответствии с Уставом Организации Объединённых Наций.
Командование ООН (КООН) была создана 7 июля 1950 года после признания Советом Безопасности ООН агрессии Северной Кореи против Южной Кореи. Предложение было принято, поскольку Советский Союз, близкий союзник Северной Кореи и член Совета Безопасности ООН, в то время бойкотировал ООН из-за признания ею Китайской Республики (Тайвань), а не Китайской Народной Республики. Государства — члены ООН были призваны оказать помощь в отражении вторжения Севера, при этом КООН обеспечил сплоченную командную структуру, под которой будут действовать разрозненные силы. В ходе войны 22 страны предоставили военный или медицинский персонал командованию ООН; хотя Соединённые Штаты возглавляли КООН и предоставили основную часть своих войск и финансирования, все участники формально воевали под эгидой ООН, при этом операция классифицировалась как «полицейская акция под руководством ООН».
27 июля 1953 года командование ООН, Корейская народная армия и Китайские народные добровольцы подписали Соглашение о перемирии в Корее, положив конец открытым боевым действиям. В соответствии с соглашением была учреждена Военная комиссия по перемирию (MAC), состоящая из представителей подписавших сторон, для наблюдения за выполнением условий перемирия, и Комиссия по надзору нейтральных стран (NNSC), состоящая из стран, не участвовавших в конфликте, для наблюдения за соблюдением условий перемирия. ограничения перемирия на усиление или перевооружение сторон. В 1975 году Генеральная Ассамблея ООН приняла резолюцию 3390 (XXX), в которой призвала стороны Соглашения о перемирии заменить его мирным соглашением и выразила надежду, что Командование ООН будет распущено 1 января 1976 г. Но после этого Командование ООН продолжает функционировать.
С 1953 года основными обязанностями Командования ООН было поддержание перемирия и содействие дипломатии между Северной и Южной Кореей. Хотя встречи Военной комиссии по перемирию не проводились с 1994 года, представители Командования ООН регулярно привлекают членов Корейской Народной Армии к формальным и неформальным встречам. Последние официальные переговоры об условиях перемирия проходили в период с октября по ноябрь 2018 года. Дежурные офицеры с обеих сторон Объединённой зоны безопасности (широко известной как Деревня перемирия в Пханмунджоме) проводят ежедневные проверки связи и имеют возможность взаимодействовать лицом к лицу, когда того требует ситуация.

## Основание
После того, как северокорейские войска вторглись в Южную Корею 25 июня 1950 года, Совет Безопасности ООН принял Резолюцию 82, призывающую Северную Корею прекратить боевые действия и отойти к 38-й параллели.
Двумя днями позже Совбез ООН принял резолюцию 83, рекомендуя членам ООН оказать помощь Республике Корея «для отражения вооружённого нападения и восстановления международного мира и безопасности в этом районе».
Первым некорейским и неамериканским подразделением, принявшим участие в боевых действиях, была 77-я эскадрилья Королевских ВВС Австралии, которая начала вылеты на сопровождение, патрулирование и штурмовые вылеты с Королевской австралийской авиабазы Ивакуни, Япония, 2 июля 1950 года. 29 июня 1950 года Новая Зеландия готовилась к отправке двух фрегатов класса «Лох», «Тутира» и «Пукаки», в корейские воды; 3 июля корабли покинули военно-морскую базу Девонпорт в Окленде и 2 августа присоединились к другим силам Содружества в Сасебо, Япония. На время войны как минимум два новозеландских корабля будут находиться на театре военных действий.
Резолюция 84, принятая 7 июля 1950 года, рекомендовала членам, предоставляющим вооружённые силы и другую помощь Южной Корее, «предоставить такие силы и другую помощь объединённому командованию под руководством Соединённых Штатов Америки».
15 июля 1950 года президент Республики Корея Ли Сын Ман поручил оперативное командование сухопутными, морскими и военно-воздушными силами Республики Корея генералу Макартуру в качестве главнокомандующего Командования ООН (CINCUNC):
Ввиду общих военных усилий Организации Объединённых Наций от имени Республики Корея, в ходе которых все вооружённые силы, сухопутные, морские и воздушные, всех сил Организации Объединённых Наций, сражающихся в Корее или вблизи неё, были переданы под ваше оперативное командование, и в котором вы были назначены Верховным главнокомандующим Силами Организации Объединённых Наций, я рад передать вам полномочия командования всеми сухопутными, морскими и воздушными силами Республики Корея в период продолжения нынешнего состояния боевых действий, такое командование осуществляться либо вами лично, либо таким военным командиром или командирами, которым вы можете делегировать осуществление этих полномочий в Корее или в прилегающих морях.
29 августа 1950 года 27-я пехотная бригада Британского Содружества прибыла в Пусан, чтобы присоединиться к сухопутным силам Командования ООН, в состав которых до этого входили только силы Республики Корея и США. 27-я бригада двинулась на линию реки Нактонган к западу от Тэгу.
За ним последовали подразделения из других стран ООН: Бельгийское командование ООН, 25-я канадская пехотная бригада, Колумбийский батальон, эфиопский батальон Кагнью, французский батальон, 15-й греческий пехотный полк, 16-й полевой полк Королевской артиллерии Новой Зеландии, Филиппинские экспедиционные силы в Корее, южноафриканская 2-я эскадрилья SAAF, турецкая бригада и силы Люксембурга и Нидерландов. Кроме того, медицинские подразделения предоставили Дания, Индия, Иран, Норвегия и Швеция; Италия предоставила больницу, хотя в то время она не была членом ООН.
К 1 сентября 1950 года, менее чем за два месяца до формирования Командования ООН, эти объединённые силы насчитывали 180 000 человек, из которых 92 000 были южнокорейцами, а большая часть остальных — американцами, за которыми следовала 27-я британская пехотная бригада численностью 1600 человек.
Рокофф пишет, что «президент Трумэн быстро отреагировал на июньское вторжение, санкционировав использование американских войск и отдав приказ о воздушных ударах и морской блокаде. Однако он не добивался объявления войны или призыва к полной мобилизации, отчасти потому, что такая действия могли быть неверно истолкованы Россией и Китаем. Вместо этого 19 июля он призвал к частичной мобилизации и попросил Конгресс выделить 10 миллиардов долларов на войну». Коэн пишет, что: «Все советники Трумэна видели события в США. Корея как испытание американской воли противостоять попыткам Советского Союза расширить свою власть и свою систему. Соединённые Штаты направили военные корабли в Тайваньский пролив, чтобы помешать силам Мао вторгнуться на Тайвань и уничтожить там остатки армии Чан Кайши».
С 1 июля 1957 года командующий Командованием ООН носил «тройную шляпу», получив командование Силами Соединённых Штатов в Корее и Восьмой армией Соединённых Штатов в дополнение к командованию ООН. Первым командиром, удостоившимся такой «тройной шляпы», был генерал Джордж Деккер, который позже стал начальником штаба армии Соединённых Штатов.